# Comté de Rietberg
Pour les articles homonymes, voir Rietberg (homonymie).
1237–1807
Entités précédentes :
- Duché de Saxe

Entités suivantes :
- Royaume de Westphalie
- Royaume de Prusse (1815)

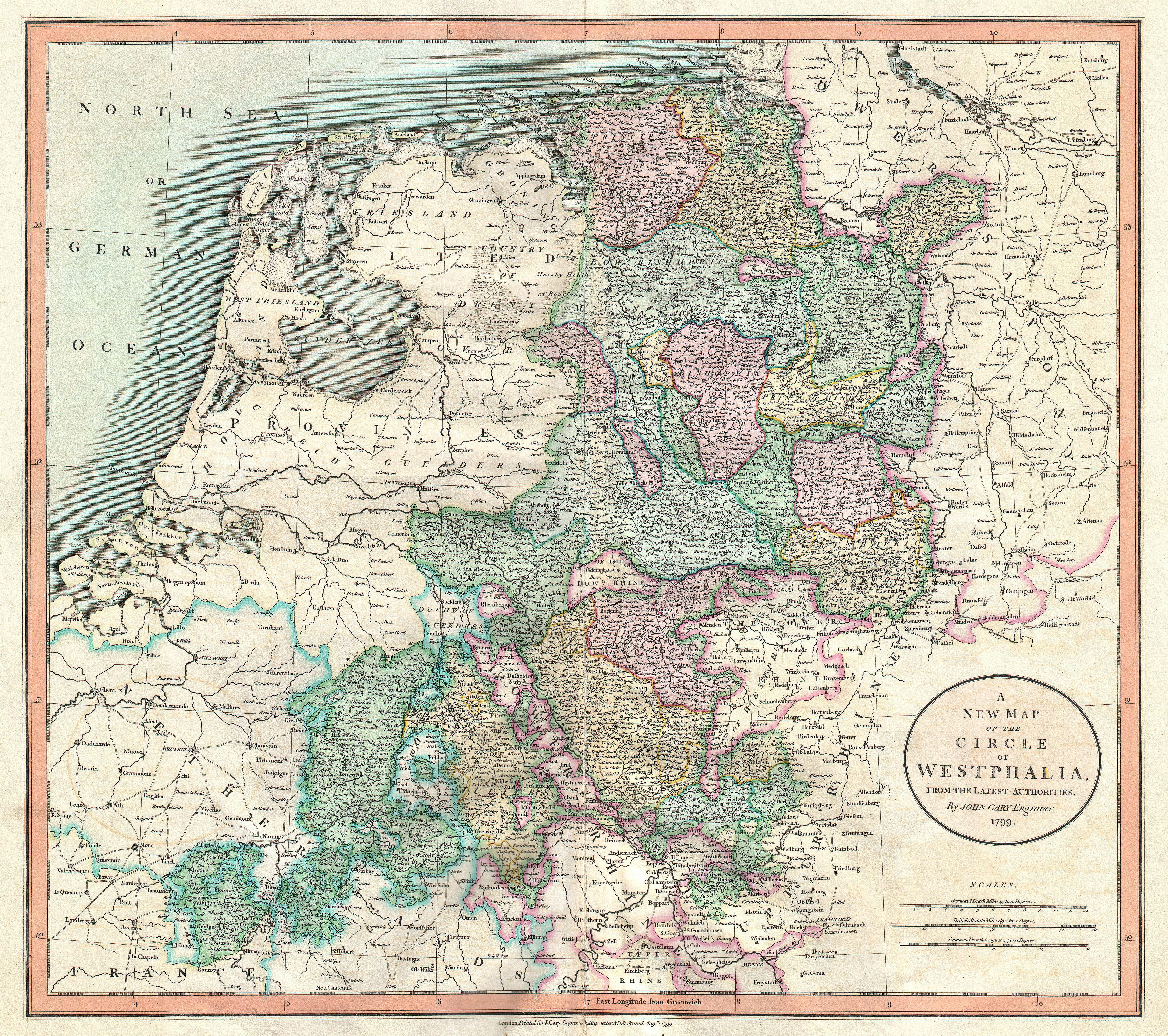
Le comté de Rietberg (en jaune) dans le cercle du Bas-Rhin-Westphalie.

Le comté de Rietberg (en  allemand : Grafschaft Rietberg) est un ancien État du Saint-Empire romain, existant de 1237 à 1807, dont la capitale était Rietberg. Il se trouve sur l'Ems amont en Westphalie, à la frontière des principautés ecclésiastiques de Paderborn et de Münster. Après la dissolution du Saint-Empire en 1806, il fut incorporé au nouveau royaume de Westphalie puis, à la suite du congrès de Vienne en 1815, à la province de Westphalie au sein du royaume de Prusse. 
Parmi les plus connues des comtes, on compte Wenceslas Antoine de Kaunitz (1711-1784), diplomate et homme d'État au service de la monarchie de Habsbourg. 

## Histoire
Au XIe siècle, la seigneurie s'étendant autour de la forteresse de Rietberg était un domaine possédé par les comtes saxons de Werl résidant à Arnsberg. Par contrat conclu le 1er septembre 1237, le comte Conrad reçut de son cousin Godeffroy III d'Arnsberg la région au nord de la Lippe, qui a été constituée en tant qu'entité juridique distincte.
Bien que le comté de Rietberg s'est avéré petit et sans importance, plusieurs membres de la famille ont obtenu des postes politiques de haut rang en Westphalie. En 1353, le comte Conrad III fut inféodé avec Rietberg par Charles IV, roi des Romains. Cependant, en 1452, son descendant Conrad V, gêné par de graves problèmes financiers, a dû accepter la suzeraineté du landgrave Louis Ier de Hesse, ce qui a pour conséquence une perte de l'immédiateté impériale.

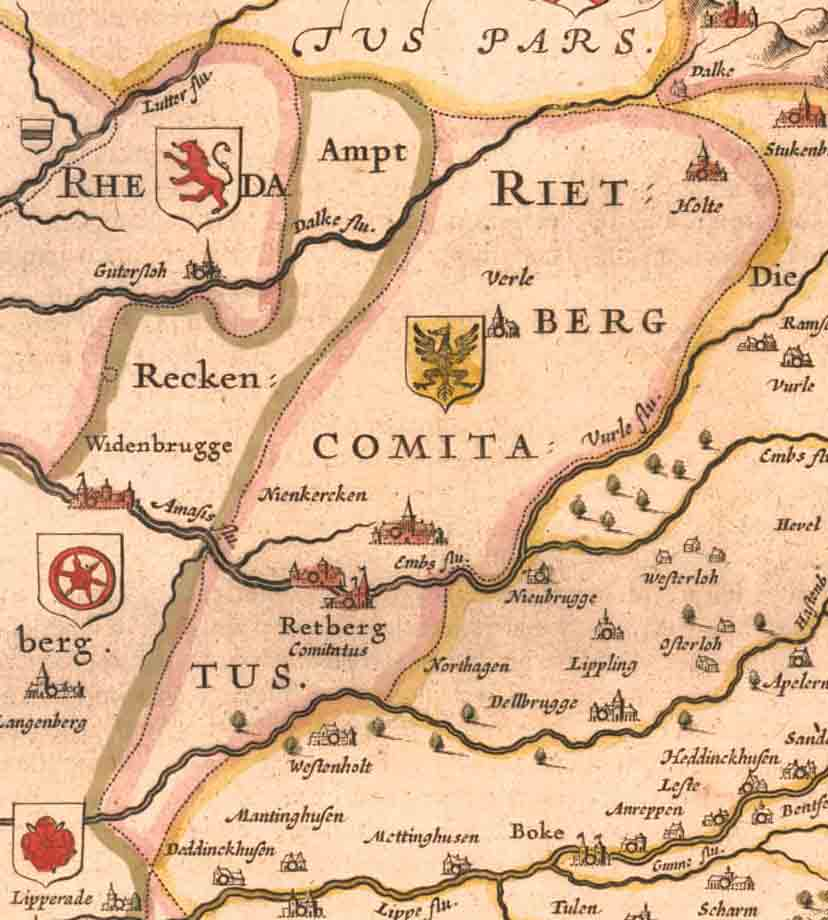
Carte du comté vers 1650.

En 1540, la bande littorale du Harlingerland en Frise orientale échut aux souverains de Rietberg ; le comte Otton IV, après son arrivée au gouvernement en 1535, a introduit le culte luthérien. La lignée masculine des comtes de Rietberg s'éteint en 1562, avec le décès de son ultime représentant, le comte belliqueux Jean II, captif des princes du Cercle du Bas-Rhin-Westphalie. Le landgrave Philippe de Hesse a tenté d'encaisser le fief ; néanmoins, les filles de Jean II, Armgard et Walburgis de Rietberg ont obtenu qu'elles reçoivent en fief le patrimoine de leur père. 
C'était Walburgis qui, par son mariage avec le comte Ennon III de Frise orientale, assure alors la succession à Rietberg. À sa mort en 1586, le comté a été attribué à sa fille Sabine-Catherine qui elle-mème épousa son oncle le comte Jean III de Frise orientale. La famille frisonne régna sur Rietberg jusqu'à la mort du comte Ferdinand-Maximilien sans héritier mâle en 1680. Afin de s'opposer à des actions en revendication introduites par les landgraves de Hesse, le comté a été placé sous l'administration des princes-évêques de Paderborn et de Münster. En 1699, la fille de Ferdinand-Maximilien, Marie Ernestine Francisca, se marie avec le noble bohémien Maximilien Ulrich de Kaunitz (Kounice).

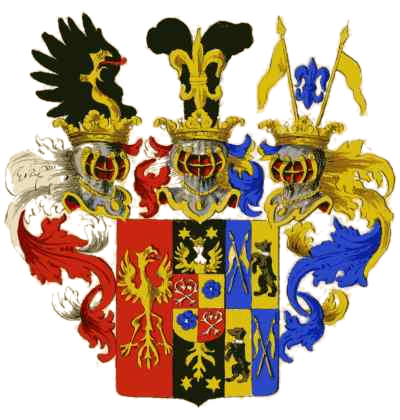
Grandes armes des comtes de Kaunitz-Rietberg à partir de 1699.

À la suite de la mort de Marie Ernestine Francisca en 1758, les membres de la maison de Kaunitz-Rietberg, dont le comte puis prince (1764) Wenceslas Antoine de Kaunitz, dominent sur le comté immédiat jusqu'à la fin du Saint-Empire en 1806. Napoléon Ier, par le décret du 18 août 1807, soumet Rietberg à l'autorité du royaume de Westphalie. Au congrès de Vienne en 1815, l'ancien comté a été remplacée par une seigneurie prussienne au sein de la province de Westphalie. Le prince de Kaunitz  reçut un siège permanent à la Chambre des seigneurs de Prusse. Les domaines ont été vendus en 1822. La maison de Liechtenstein porte le titre de comtes de Rietberg depuis 1835.